# Richard Caton Woodville
Pour les articles homonymes, voir Woodville.
Richard Caton Woodville (30 avril 1825 – 13 août 1855) est un peintre américain.
Son fils, Richard Caton Woodville Jr. (en) , fut également un illustrateur et peintre de bataille célèbre.